# USS Olympia (1895)
USS Olympia was een uniek pantserdekschip van de Amerikaanse marine, dat dienst deed van 1895 tot 1922. Het schip heeft geparticipeerd aan de Spaans-Amerikaanse Oorlog en de Eerste Wereldoorlog.

## Geschiedenis
De kiellegging van Olympia vond plaats op 17 juni 1891. Olympia werd gebouwd op de scheepswerf Union Iron Works in San Francisco en te water gelaten op 5 november 1892. 5 februari 1895 kwam het schip in dienst.

## Loopbaan

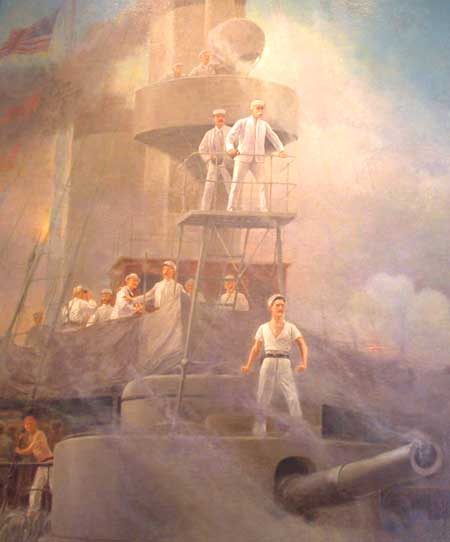
Commandant George Dewey op de USS Olympia tijdens de Slag in de Baai van Manilla

Toen in 1898 de Spaans-Amerikaanse oorlog uitbrak, werd Olympia, destijds liggende in Hong Kong, onder leiding van George Dewey als vlaggenschip van de Amerikaanse vloot naar de Filipijnen gestuurd. Hier speelde het schip een sleutelrol in het vernietigen van de Spaanse vloot. Dankzij de cohesie tussen de bemanning en de kapitein, wist Dewey dat zijn vuurleiding het inzicht had om zelf te bepalen wanneer hij moest vuren, waardoor Dewey zich kon richten op het manoeuvreren van het schip en het aanvoeren van de vloot. Mede hierdoor is de slag bijzonder efficiënt verlopen. Naast het zinken van bepaalde schepen van de Spaanse vloot werden er ook enkele kustbatterijen verwoest.
Het schip keerde terug naar de Verenigde Staten in september 1899. Van 1902 tot 1906 was de USS Olympia actief in de Atlantische Oceaan, de Caribische- en de Middellandse Zee. Ze fungeerde ook als oefen- en opleidingsschip van de United States Naval Academy. Het voormalige oorlogsschip was een kazerneschip te Charleston van 1912 tot 1916.
De USS Olympia kwam uit in de Eerste Wereldoorlog als het vlaggenschip van de US Patrol Force. De eerste jaren na de Eerste Wereldoorlog was het schip actief in de Atlantische-, de Russische Noordpool- en de Middellandse Zeegebieden. Het schip werd opnieuw geklasseerd als CA-15 op 17 juni 1920 en op 8 augustus 1921 als CL-15. Ze had geen effectieve rol als pantserdekschip meer, omdat ze verouderd was ten opzichte van de toen modernere en beter uitgeruste kruisers en slagschepen. Op 3 oktober 1921 bracht Olympia de resten van een onbekende soldaat van Frankrijk naar de Verenigde Staten. Op 9 december 1922 werd het schip uit dienst gesteld.

## Als museumschip

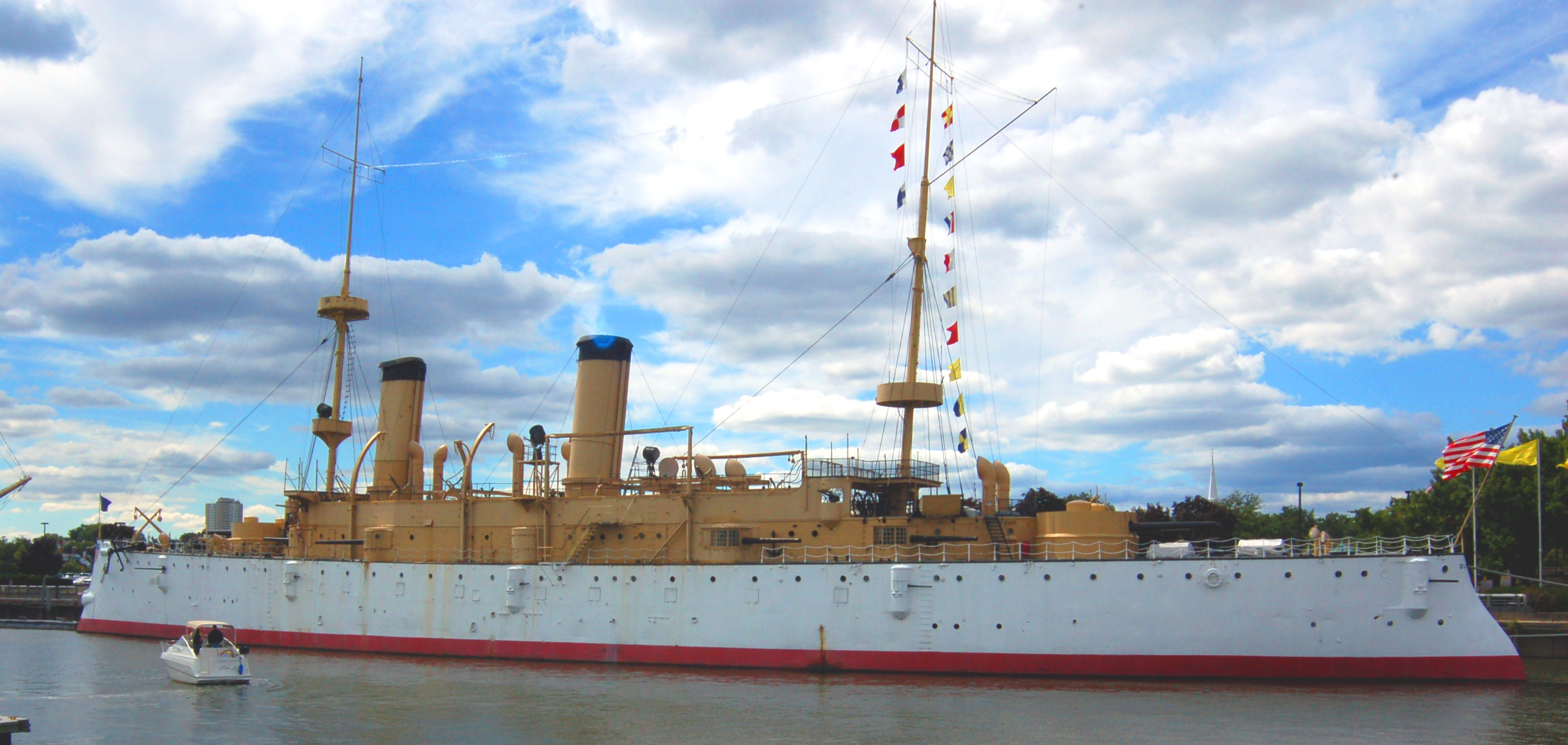
USS Olympia

De oude USS Olympia werd na haar dienstperiode goed onderhouden als een relikwie. Op 11 september 1957 werd ze vrijgegeven aan de Cruiser Olympia Association en gerestaureerd tot haar gedaante van 1898. In de loop van 1995 werd het schip toegewezen aan de Cruiser Olympia Society, wat in Philadelphia gevestigd is. Het schip is het enige bewaard gebleven schip van de Spaans-Amerikaanse oorlog.